# Nautilocalyx whitei
Nautilocalyx whitei là một loài thực vật có hoa trong họ Tai voi. Loài này được Rusby mô tả khoa học đầu tiên năm 1927.